# 自反空间
自反空间是泛函分析中的概念。如果一个巴拿赫空间（或更一般地，一个局部凸拓扑向量空间）的连续对偶空间的连续对偶空间“是”其自身，就称这个空间为自反空间。其中的“是”表示两者无论作为线性向量空间还是作为拓扑空间都是等价的。自反的巴拿赫空间常常可以通过它们的集合特性来刻画。

## 详细定义
设{\displaystyle X}为标量域{\displaystyle \mathbb {F} }（{\displaystyle \mathbb {F} =\mathbb {R} }或{\displaystyle \mathbb {C} }）上的赋范向量空间，其中的范数记作{\displaystyle \|\cdot \|}。考虑它的对偶赋范空间{\displaystyle X'}。依定义，{\displaystyle X'}是由所有从{\displaystyle X}射到标量域{\displaystyle \mathbb {F} }上的连续线性泛函{\displaystyle f\;\;:\;X\to {\mathbb {F} }}构成的空间（也称为连续对偶空间），装备了对偶范数{\displaystyle \|\cdot \|'}：
{\displaystyle \|f\|'=\sup\{|f(x)|\,:\,x\in X,\ \|x\|\leq 1\}.}
对偶空间{\displaystyle X'}因此也是赋范空间（可以证明是巴拿赫空间），而它的对偶赋范空间{\displaystyle X''=(X')'}则称为元空间{\displaystyle X}的二次对偶空间（或称双对偶空间）。二次对偶空间由所有从{\displaystyle X'}射到标量域{\displaystyle \mathbb {F} }上的连续线性泛函{\displaystyle h\;\;:\;X'\to {\mathbb {F} }}构成的赋范空间，其中的范数{\displaystyle \|\cdot \|''}是{\displaystyle \|\cdot \|'}的对偶范数。空间{\displaystyle X}中的任意向量{\displaystyle x\in X}都可以诱导一个标量函数{\displaystyle J(x):X'\to {\mathbb {F} }}，由以下的方法定义：
{\displaystyle J(x)(f)=f(x),\qquad f\in X',}
这个{\displaystyle J(x)}是一个从{\displaystyle X'}射到标量域{\displaystyle \mathbb {F} }上的连续线性泛函，所以{\displaystyle J(x)\in X''}。因而可以定义一个映射：
{\displaystyle J:X\to X''}
这个映射称作“赋值映射”，是一个线性映射。根据哈恩－巴拿赫定理，映射{\displaystyle J}是单射，并且保持范数：
{\displaystyle \forall x\in X\qquad \|J(x)\|''=\|x\|,}
这说明，映射{\displaystyle J}将空间{\displaystyle X}等距地映射到其在{\displaystyle X''}中的像：{\displaystyle J(X)}上。而映射的像{\displaystyle J(X)}不一定是{\displaystyle X''}的全部，有可能只是{\displaystyle X''}的一个拓撲子空間。而空间{\displaystyle X}被称为自反空间，如果它满足以下几个等价条件中的一个：
1. 赋值映射{\displaystyle J:X\to X''}是满射；
2. 赋值映射{\displaystyle J:X\to X''}是赋范空间之间的等距同构；
3. 赋值映射{\displaystyle J:X\to X''}是赋范空间之间的同构:15:129。

自反空间必然是巴拿赫空间，因为它和自身的二次对偶空间同构，而后者必然是巴拿赫空间:49。
自反空间通过赋值映射与其二次对偶空间等距同构。然而也存在这样的巴拿赫空间{\displaystyle X}，它与自身的二次对偶空间通过另外的方式等距同构（在另外的范数下），但如果考察赋值映射{\displaystyle J}，则它只将元空间{\displaystyle X}和它的二次对偶空间的一个子空间进行等距同构。这样的空间称为准自反空间:15:130。如果赋值映射{\displaystyle J}将{\displaystyle X}同构到它的二次对偶空间的某个子空间，而这个子空间的余维数为d，则称元空间{\displaystyle X}为d阶准自反空间。

## 例子
- 每个有限维赋范向量空间都是自反空间。这是因为有限维赋范向量空间的对偶空间的维数等于元空间（因此二次对偶空间的维数也等于元空间）。因此，如果考虑赋值映射{\displaystyle J}，根据秩－零化度定理，{\displaystyle J}是同构。
- 考虑由所有极限为零的实数列{\displaystyle \left(a_{n}\right)_{n\in \mathbb {N} }}构成的向量空间{\displaystyle c_{0}}，并考虑其上的范数：
{\displaystyle \forall a=\left(a_{n}\right)_{n\in \mathbb {N} }\in c_{0},\;\;\|a\|=\sup _{n\in \mathbb {N} }\{a_{n}\}}

赋范向量空间{\displaystyle c_{0}}不是自反空间:49:130。由以下提到的基本性质可以推出，序列空间{\displaystyle \ell ^{1}}和{\displaystyle \ell ^{\infty }}也不是自反空间。因为{\displaystyle \ell ^{1}}是{\displaystyle c_{0}}的对偶空间，{\displaystyle \ell ^{\infty }}是{\displaystyle \ell ^{1}}的对偶空间。
- 所有的希尔伯特空间都是自反空间。比如说，{\displaystyle L^{2}}空间是自反空间[3]:49[2]:130。另外，当{\displaystyle 1<p<\infty }时，{\displaystyle L^{p}}空间都是自反空间。根据更一般的结论（米尔曼－佩提斯定理（英语：Milman–Pettis theorem）），所有一致凸的巴拿赫空间都是自反空间。{\displaystyle L^{1}(\mu )}空间和{\displaystyle L^{\infty }(\mu )}空间在维数是无穷维的时候都不是自反空间。与此类似的，由区间[0, 1]上的连续函数构成的巴拿赫空间{\displaystyle {\mathcal {C}}^{0}([0,1])}也不是自反空间。[3]:50-51

## 性质

### 巴拿赫空间
- 如果一个巴拿赫空间Y和某个自反巴拿赫空间X同构，那么Y也是自反空间[5]:242。
- 自反巴拿赫空间的任意闭合子空间都是自反空间。[3]:49
- 自反巴拿赫空间空间对自身的任一个闭合子空间的商空间也是自反空间[5]:242。
- 如果一个巴拿赫空间E的某个闭合子空间F以及E对F的商空间E/F都是自反空间，那么E自身也是巴拿赫空间[5]:242。
- 设X是巴拿赫空间，那么以下的命题相互等价：
  1. X是自反空间；
  2. X的对偶空间是自反空间[3]:49-50[2]:130。
  3. X中的闭单位球在弱拓扑中紧致（角谷静夫定理）[3]:49[2]:130。
  4. X中的有界序列都有弱收敛的子列[5]:244。
  5. X中的任何连续线性泛函都在X中的闭单位球上达到最大值（James定理）[3]:49-50。